# Görlitzer Altstadtfest

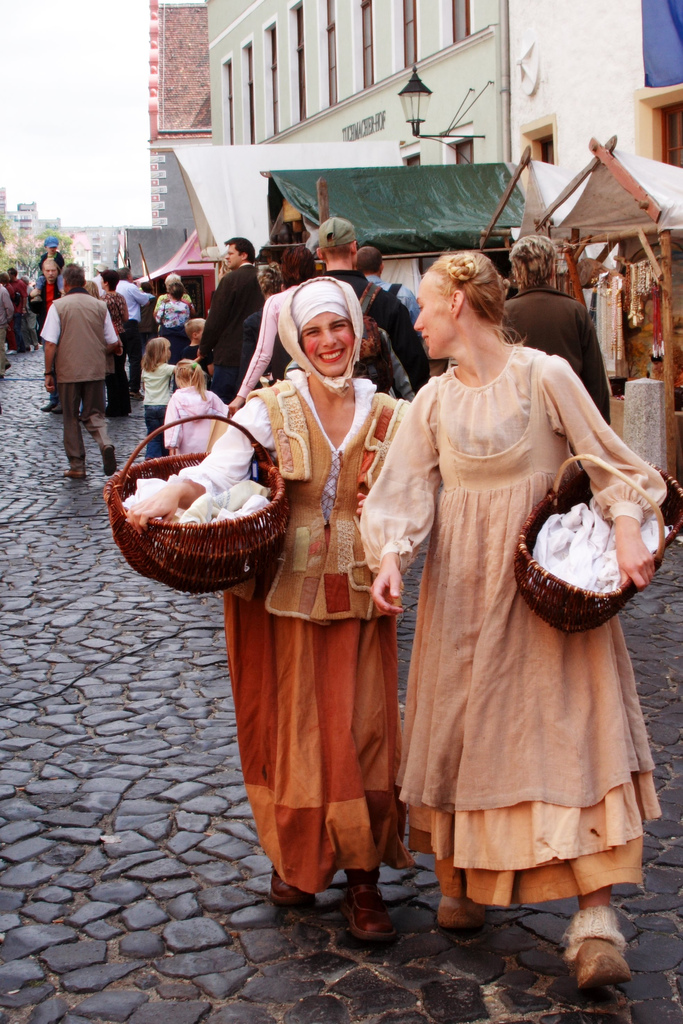
Schausteller und Besucher auf dem Görlitzer Altstadtfest

Das Görlitzer Altstadtfest ist ein jährliches Stadtfest in der Altstadt von Görlitz. Das Altstadtfest wurde nach dem zweiten Tag der Sachsen 1993 in Görlitz als jährliches Stadtfest initiiert, fand das erste Mal im August 1994 statt und wird jedes Jahr am letzten vollen Wochenende im August veranstaltet.
Der Veranstalter des Stadtfestes ist die Kulturservice GmbH – eine städtische Gesellschaft, die den Betrieb und die Vermarktung städtischer Kultureinrichtungen und -veranstaltungen organisiert.

## Veranstaltungsgelände
Das Fest breitet sich nahezu über das gesamte Altstadtgebiet aus. Beginnend auf dem Marienplatz zieht sich das Festgelände über den Obermarkt und die Brüderstraße bis auf den Untermarkt. Am Untermarkt teilt sich das Festgelände in Richtung Osten über die Neißstraße bis hinunter zur Altstadtbrücke an der Lausitzer Neiße und in Richtung Norden über die Peterstraße bis hin zu St. Peter und Paul. Auch der südliche Vorplatz der Pfarrkirche am Waidhaus und der nördliche Kirchvorplatz am Vogtshof sind Teil des Areals. Anwohnerinitiativen organisieren am Festwochenende auch auf der Kränzel- und Nikolaistraße Veranstaltungen. In Zgorzelec findet am gleichen Wochenende das nach dem Mystiker Jakob Böhme benannte Jakuby-Fest statt. Das polnische Festgelände verläuft entlang des Neißeufers an der Ulica Wrocławska sowie der Ulica Daszyńskiego und verschmilzt auf der Altstadtbrücke mit dem Fest der Schwesterstadt Görlitz.

## Stände
Die Standgebiete sind in vier Zonen eingeteilt. Die Zone A befindet sich rund um die Hauptbühne am Obermarkt. Die Zone B schließt sich östlich an die Zone A bis hin zur Brüderstraße an und beinhaltet auch das Areal vor der Vierradenmühle. Die Zone C erstreckt sich über das Jahrmarktsgelände am Marienplatz und das gesamte historische Festgelände rund um den Untermarkt. Die von Bürgerinitiativen veranstalteten Straßenfeste auf der Nikolaistraße, Kränzelstraße und auf dem Fischmarkt gehören zur Zone D. Auf dem historischen Festgelände, das sich vom Untermarkt über die Peterstraße zur Rosen- und Nikolaistraße sowie bis zum Waidhaus und dem Vogtshof erstreckt, dürfen nur Stände mit historisch geschmückten Hussen oder historisch gestaltete Wagen aufgestellt werden.
Neben den zahlreichen verschiedensten Getränke- und Essständen befinden sich auch Schmuckstände und Händler für Handwerkskunst. Auf dem Marienplatz und Obermarkt befinden sich die Fahrgeschäfte.

## Finanzielle Unterstützung
Das Stadtfest wird jährlich von zahlreichen Sponsoren unterstützt, dazu zählen unter anderem Bombardier mit ihrem Waggonbauwerk in Görlitz (vor dem Verkauf an Alstom), die Landskronbrauerei aus Görlitz, die Sparkasse Oberlausitz-Niederschlesien sowie viele mittelständische Firmen aus der Region. Weiterhin können sich auch Bürger und Besucher des Festes durch den Erwerb eines Ansteckers – dem sogenannten Altstadtfestpin – oder den Kauf einer Altstadtfestaktie im Wert von 100 Euro direkt an den Kosten des Festes beteiligen. Die Kosten des Festes beliefen sich 2010 auf 231.000 Euro. Den Pin ziert seit 2009 jedes Jahr ein anderes bekanntes Görlitzer Bauwerk. Im Jahr 2014 gab es neben dem normalen Pin zum Anlass des 20-jährigen Jubiläums des Festes auch den Goldenen Pin, für den man das Fest mit einem höheren Betrag unterstützte. Auch in den beiden Folgejahren wurde der Goldene Pin mit dem jeweils aktuellen Bauwerk wieder angeboten. Die nachfolgende Tabelle stellt die Anstecker seit 2003 dar.
| Fest                                | Datum                 | Form           | Abbildung                                                                   |
| ----------------------------------- | --------------------- | -------------- | --------------------------------------------------------------------------- |
| 29. Altstadtfest                    | 29. – 31. August 2025 | –              | Peterstraße 7                                                               |
| 28. Altstadtfest                    | 23. – 25. August 2024 | –              | Theater Görlitz                                                             |
| 27. Altstadtfest                    | 25. – 27. August 2023 | –              | Stadthalle Görlitz                                                          |
| 26. Altstadtfest                    | 26. – 28. August 2022 | –              | Untermarkt 3                                                                |
| ausgefallen wegen COVID-19-Pandemie | 2021                  | –              | Hotherturm                                                                  |
| ausgefallen wegen COVID-19-Pandemie | 2020                  | –              | Altstadtbrücke                                                              |
| 25. Altstadtfest                    | 23. – 25. August 2019 | –              | Maschinenhaus Landskronbrauerei                                             |
| 24. Altstadtfest                    | 24. – 26. August 2018 | –              | Haus Fischmarkt 6 (Musikschule Görlitz)                                     |
| 23. Altstadtfest                    | 25. – 27. August 2017 | –              | Waidhaus                                                                    |
| 22. Altstadtfest                    | 26. – 28. August 2016 | –              | Waage                                                                       |
| 21. Altstadtfest                    | 28. – 30. August 2015 | –              | Handwerk 20                                                                 |
| 20. Altstadtfest                    | 29. – 31. August 2014 | –              | Barockhaus Neißstraße 30                                                    |
| 19. Altstadtfest                    | 23. – 25. August 2013 | –              | Napoleonhaus                                                                |
| 18. Altstadtfest                    | 24. – 26. August 2012 | –              | Neues Rathaus                                                               |
| 17. Altstadtfest                    | 26. – 28. August 2011 | –              | Kaisertrutz                                                                 |
| 16. Altstadtfest                    | 27. – 29. August 2010 | –              | Flüsterbogen                                                                |
| 15. Altstadtfest                    | 28. – 30. August 2009 | –              | Ratsapotheke                                                                |
| 14. Altstadtfest                    | 29. – 31. August 2008 | Briefmarke     | Stadtsilhouette (Dicker Turm und Reichenbacher Turm in blau im Vordergrund) |
| 13. Altstadtfest                    | 24. – 26. August 2007 | Briefmarke     | Stadtsilhouette (4 Stadttürme und Türme von St. Peter und Paul)             |
| 12. Altstadtfest                    | 25. – 27. August 2006 | Briefmarke     | Gebäudeensemble des Untermarktes                                            |
| 11. Altstadtfest                    | 26. – 28. August 2005 | stilisiertes G | Rathausturm und Neptunbrunnen                                               |
| 10. Altstadtfest                    | 27. – 29. August 2004 | –              | Gaukler mit Trommel                                                         |
| 09. Altstadtfest                    | 29. – 31. August 2003 | stilisiertes G | Landeskrone und St. Peter und Paul                                          |

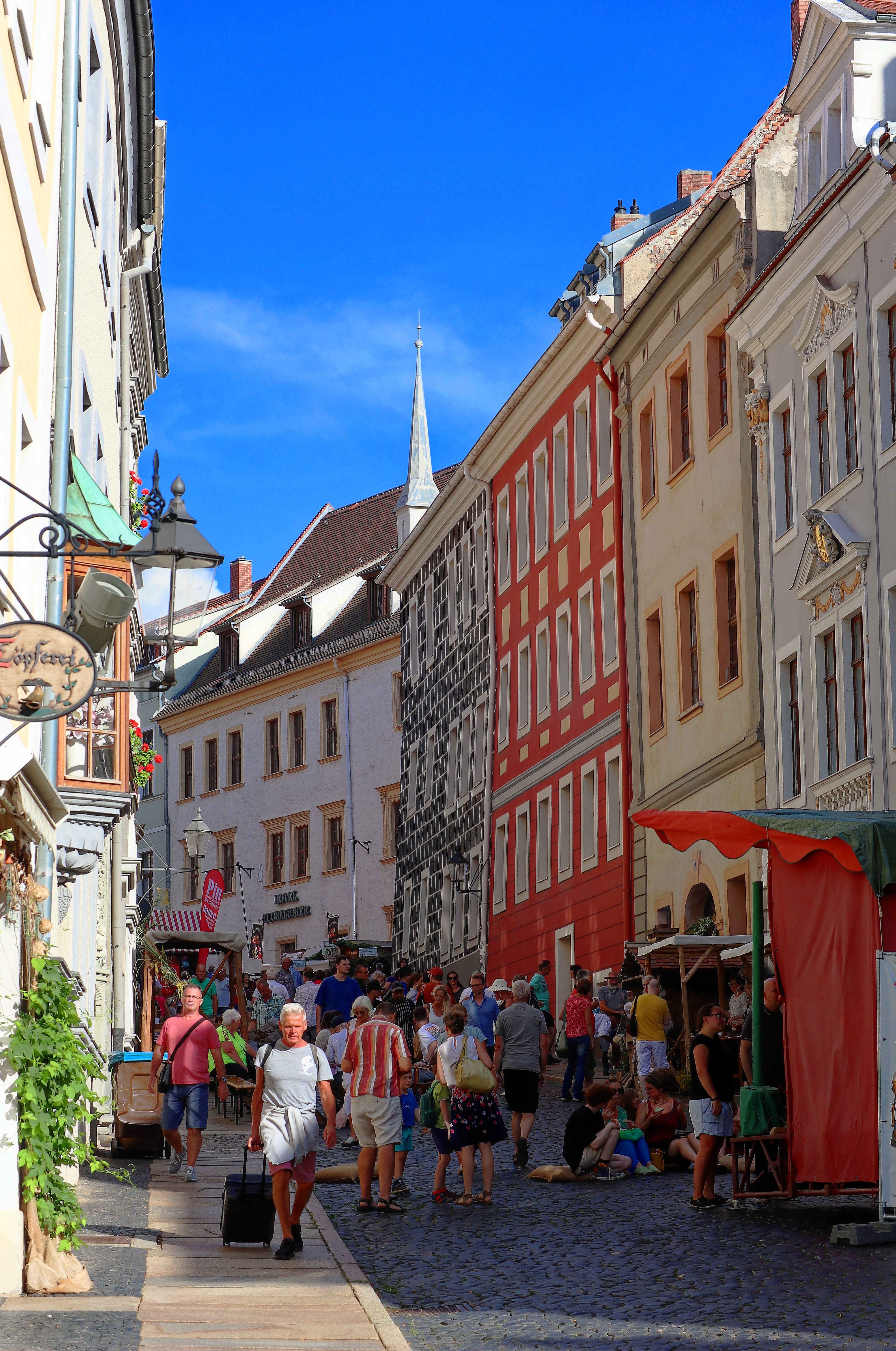
Nikolaistraße mit Pin-Verkauf im Hintergrund während des Altstadtfestes 2023

Die Anstecker können entweder im Vorverkauf oder als sogenannter freiwilliger Wegezoll während des Festwochenendes erworben werden. Den Wegezoll treiben historisch gekleidete Bürger an den Zugängen zum historischen Festgelände bei den jährlich etwa 100.000 Besuchern am Festwochenende ein, so z. B. auf der Brüderstraße, am Aufgang zu St. Peter und Paul sowie an der Weberstraße.
Auch die Standgebühren, die von der Stadt erhoben werden sowie eigene Bierstände des städtischen Kulturservice tragen zur Tilgung der Kosten für das Fest bei. Die Stadt muss das Fest jedoch jedes Jahr subventionieren. So machte 2010 das Fest 37.000 Euro Verlust, wobei der Verlust durch den Verkauf von Getränken an stadteigenen Stände nochmals um 33.000 Euro gesenkt werden konnte.
Nach vielen der letzten Altstadtfeste kam es auf Grund der geringen Einnahmen durch den Pinverkauf zu Diskussionen in der Presse über die Erhebung eines generellen Eintritts zum historischen Festgelände rund um den Untermarkt. Rechtlich sei dies jedoch nicht möglich, da die Plätze und Straßen zum öffentlich bewohnten Raum gehören.